# Władimir Romaszkin
Władimir Romaszkin (erzja Йовлань Оло, ros. Влади́мир Ива́нович Рома́шкин; ur. 6 września 1951, zm. 29 sierpnia 2002 w Sarańsku) – muzyk pochodzenia erzjańskiego.
Był absolwentem konserwatorium w Kazaniu. Był założycielem zespołu Toorama wykonującego tradycyjne pieśni mordwińskie, głównie w językach erzja i moksza. Dorobkowi Władimira Romaszkina poświęcone jest działające w rejonie koszkurowskim muzeum Ethno-Kudo.